# ダイキンエアテクノ
ダイキンエアテクノ株式会社は、東京都墨田区に本店を置くダイキングループの施工会社でダイキン工業の完全子会社である。自社でサービス網を持ち、空調システムの提案・設計・施工・保守を一元的に行う事業を展開している。

## 概要
- 沿革
  - 2002年 ダイキン工業のエンジニアリング会社として、ダイキンエアテクノ社7社発足（ダイキンエアテクノ関東・東京・中京・近畿・四国・中国・九州）
  - 2008年　事業拡大の為、各地域に点在していたエアテクノ社を１社に統合（東京都千代田区に拠点を置いていた「ダイキンエアテクノ関東」を存続会社とし、「（同）東京」が入居していた住友不動産両国ビルに本店移転登記）した。
  - 2012年　同じくダイキン工業の完全子会社でアフターサービス関連子会社の「ダイキンファシリティーズ社」と合併。
- 本社所在地　東京都墨田区両国二丁目10-8住友不動産両国ビル
- 事業所　45ヶ所（本社・東京支店、中部支店、関西支店、四国支店、中国支店、九州支店他）

## 事業内容
基本的にゼネコン・サブコン・販売店等を通さずエンドユーザーへ直接販売しており、空調のみならず電気、給排水・衛生、塗装（遮熱塗料）、保守サービスを含めてトータルにシステム提案している。また、旧ダイキンファシリティーズ社との合併により、ビル総合メンテナンス事業も行うようになった。
なお、北海道・甲信越・北陸地方では事業展開していない。

## 関連企業
- ダイキン工業